# Tổ chức Giáo dục FPT
Tổ chức Giáo dục FPT (tiếng Anh: FPT Education), tên đầy đủ là Công ty TNHH Giáo dục FPT, thành lập năm 1999. Là một trong các đơn vị thành viên, nắm giữ 1 trong 3 mảng cốt lõi của Tập đoàn FPT, hoạt động trong lĩnh vực giáo dục tại Việt Nam.

## Tầm nhìn
Trở thành một hệ thống giáo dục mang tính quốc tế, đáp ứng nhu cầu của xã hội và dựa trên các công nghệ đào tạo tiên tiến nhất.

## Quá trình phát triển
Khởi đầu bằng việc thành lập chương trình đào tạo Lập trình viên quốc tế FPT Aptech vào năm 1999 và chương trình đào tạo Mỹ thuật Đa phương tiên FPT Arena sau đó 5 năm, tập đoàn FPT chính thức bước vào lĩnh vực giáo dục. Hai năm sau, tập đoàn FPT bắt đầu đào tạo Kỹ sư, Cử nhân bậc đại học thông qua việc thành lập Trường Đại học FPT vào năm 2006, đây được xem là bước tiến quan trọng trong lĩnh vực giáo dục của Tập đoàn FPT.
Nhằm mở rộng mạng lưới và ngành nghề đào tạo, Tổ chức Giáo dục FPT (FPT Education) liên tiếp thành lập các đơn vị đào tạo hoặc liên kết với các trường đại học quốc tế mở cơ sở tại Việt Nam từ năm 2009. Đầu tiên là liên kết với Đại học Greenwich (Anh Quốc) mở chương trình FPT Greenwich (nay là  Greenwich Việt Nam) đào tạo Kỹ sư, Cử nhân lấy bằng do Đại học Greenwich (Anh Quốc) cấp. Sau đó thành lập Viện Quản trị và Công nghệ FSB và đào tạo Thạc sĩ Quản trị kinh doanh và Công nghệ thông tin. Trường Cao đẳng FPT Polytechnic thành lập năm 2010 đào tạo Kỹ sư, Cử nhân Cao đẳng thực hành, FPT Jetking (năm 2011) đào tạo Phần cứng Máy tính và Hệ thống mạng. Bốn năm sau đó, chương trình đào tạo Kỹ sư Công nghệ thông tin theo hình thức trực tuyến (FUNiX) được mở từ 2015 đến 2020. Trong 4 năm từ 2016 đến 2019, FPT Education tham gia đào tạo chuyên sâu với chương trình đào tạo và cấp chứng chỉ quốc tế về Digital Marketing với FPT Skillking, chứng chỉ quốc tế về Internet of Things với FPT Coking. Cũng trong năm 2019, lần lượt chương trình đào tạo Kỹ sư, Cử nhân lấy bằng do Đại học Công nghệ Swinburne (Australia) cấp (thông qua việc liên kết và thành lập Đại học Công nghệ Swinburne tại Việt Nam) và sự gia nhập của Trường Cao đẳng Công nghệ Hà Nội (HITECH) (hòa nhập vào mạng lưới trường Cao đẳng FPT Polytechnic vào năm 2020).
FPT Education tham gia giáo dục phổ thông năm 2013 bằng việc thành lập Trường Trung học phổ thông (THPT) FPT tại Hòa Lạc (đào tạo bậc phổ thông từ lớp 10 đến lớp 12 theo mô hình nội trú) và Trường Tiểu học và Trung học cơ sở (THCS) FPT Cầu Giấy (Hà Nội) trở thành trường tiểu học và trung học cơ sở đầu tiên của FPT Education vào 4 năm sau. Năm 2019 và 2020, FPT Education liên tiếp mở rộng mạng lưới giáo dục phổ thông đến Cần Thơ (Trường THPT FPT Cần Thơ), Đà Nẵng (Trường Tiểu học - THCS - THPT FPT Đà Nẵng), Quy Nhơn (Trường THPT FPT Quy Nhơn). Chương trình Phổ thông Cao đẳng thuộc FPT Polytechnic vừa đào tạo nghề cho học sinh tốt nghiệp THCS trở lên vừa lấy bằng Cao đẳng chính quy.

## Quy mô
Khuôn viên: có mặt 6 tỉnh/thành phố gồm Hà Nội, Thành phố Hồ Chí Minh, Đà Nẵng, Cần Thơ, Buôn Ma Thuột, Quy Nhơn.
Quy mô: 100.000 học sinh/sinh viên quy đổi.
Đối tác quốc tế: 180 đối tác.
Quốc gia có hợp tác đào tạo: 40 quốc gia.
Trung tâm trao đổi & phát triển sinh viên quốc tế: 1 trung tâm.

## Các đơn vị thành viên trực thuộc
- Đại học FPT
- Greenwich Việt Nam
- Swinburne Việt Nam
- Cao đẳng FPT Polytechnic
- Viện đào tạo quốc tế FPT
- Viện quản trị và công nghệ FSB
- Hệ thống phổ thông FPT
- Phổ thông Cao đẳng FPT
- Cao đẳng Anh Quốc BTEC FPT
- Melbourne Polytechnic Việt Nam

## Nghiên cứu khoa học
Số lượng Nghiên cứu viên: 40.
Số lượng bài báo ISI/SCOPUS: 568.
Số lượng Bằng sáng chế: 25.

## Xếp hạng quốc tế
QS STARTS:
- 2012: Trường Việt Nam đầu tiên được đánh giá QS Stars 3 sao[1][3].
- 2015 - 2018: Tái kiểm định, giữ vững đánh giá QS 3 sao[1][3].

Eduniversal:
- 2017: FSB - Top 200 khóa học MBA tốt nhất thế giới[1][4].
- 2020: FSB - Trường đào tạo kinh doanh tốt nhất Việt Nam[1][4].

CDIO:
- 2017: Trở thành thành viên chính thức của Hiệp hội CDIO thế giới[1].

ACBSP:
- 2019: Ngành Quản trị kinh doanh, Đại học FPT Hà Nội chính thức đạt kiểm định toàn phần ACBSP[1][5].

The Brand Laureate:
- 2018: FPT Education giành giải Tổ chức Giáo dục xuất sắc. Đại học FPT giành giải Trường đại học xuất sắc trong lĩnh vực giáo dục[1][6].
- 2019: FPT Education và Đại học FPT giành giải Tổ chức Giáo dục và Trường Đại học có tầm ảnh hưởng khu vực châu Á - Thái Bình Dương[1][6].

ASOCIO:
- 2018: Đại học FPT giành giải ICT Education Award của Tổ chức Công nghiệp Điện toán châu Á Thái Bình Dương[1][7][8][9][10][11].

AUN-QA:
- 2018: Trở thành thành viên liên kết của tổ chức AUN-QA[1][12].